# 이애라
이애라(李愛羅, 1894년 1월 7일 ~ 1921년 9월 4일)는 한국의 독립운동가이다. 이애일라(李愛日羅), 이심숙이라고도 한다. 남편 역시 독립운동가인 이규갑이다.